# Jef Van Gool
Jef Van Gool, né le 27 avril 1935 à Essen (Belgique) et mort le 22 janvier 2022, est un footballeur belge.

## Biographie
Il a été attaquant du Royal Antwerp FC et a remporté le championnat de Belgique en 1957. Fort efficace devant les buts adverses, il termine deuxième meilleur buteur du championnat de Belgique en 1958, avec 24 buts, un de moins que Jef Vliers.
De 1966 à 1970, il a terminé sa carrière au RAEC Mons.
Il meurt le 22 janvier 2022, à l'âge de 86 ans.

## Palmarès
- Champion de Belgique en 1957 avec le Royal Antwerp FC